# Educação escolar

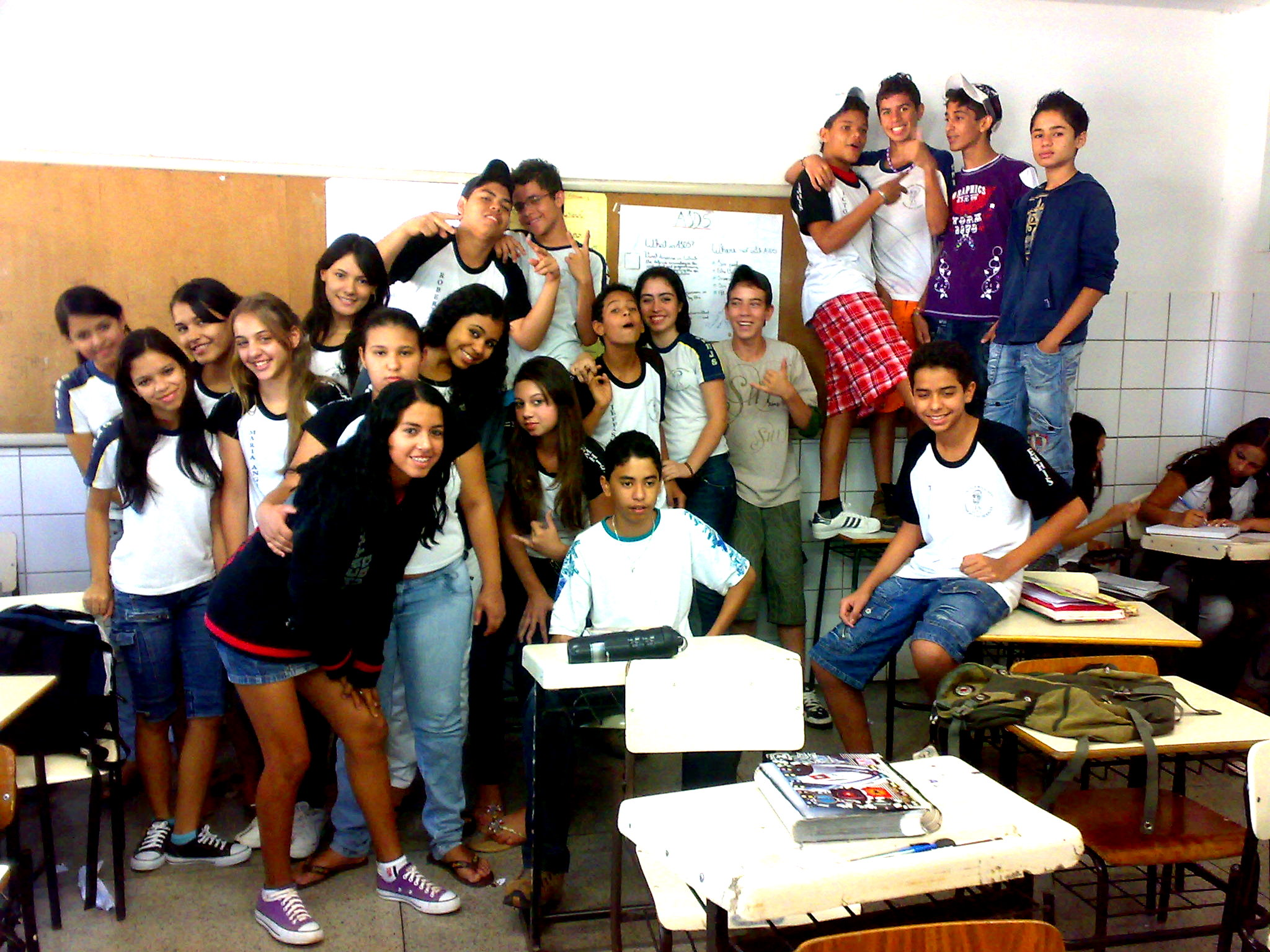
Alunos no fundo da sala de uma escola pública no Brasil. Ao fundo cartazes sobre a puberdade e a AIDS.

Educação escolar é o processo de educação realizado em um sistema escolar de ensino, podendo ser desenvolvido em institutos e demais instituições legitimadas para exercê-la. O surgimento da educação escolar relaciona-se ao surgimento das escolas e das políticas educacionais exercidas pelos estados e pelo Governo.
O conceito de educação escolar surge para distingui-la do processo de educação, uma vez que este não ocorre, necessariamente, institucionalizado. A distinção entre os termos surge da percepção de que a escola é espaço de transmissão de uma cultura específica, chamada de cultura escolar - possuindo uma arquitetura, mobiliário, tempos, ritmos e práticas peculiares.

## Portugal
Em Portugal - de acordo com a Lei de Bases do Sistema Educativo - a educação escolar é uma das componentes do sistema educativo, para além da educação pré-escolar e da extra-escolar.
A educação escolar compreende o ensino básico, o ensino secundário e o ensino superior, além de incluir atividades especiais e atividades de ocupação de tempos livres. Em termos de classificação internacional, compreende os níveis de educação de 1 a 6 da ISCED.
O ensino básico é universal, obrigatório e gratuito e tem a duração de nove anos de escolaridade. Divide-se em três ciclos. O 1º ciclo compreende os 1º, 2º, 3º e 4º anos. O 2º ciclo compreende os 5º e 6º anos. O 3º ciclo compreende os 7º, 8º e 9º anos. Ingressam no ensino básico as crianças que completem seis anos.
O ensino secundário passou também a ser universal, gratuito e obrigatório a partir de 2009. Tem a duração de três anos e compreende os 10º, 11º e 12º anos. Os cursos do ensino secundário podem ser realizados em várias modalidades. Existem, nomeadamente cursos artístico especializados, científico humanísticos, de aprendizagem, de educação e formação, profissionais, tecnológicos e de hotelaria e turismo. O acesso ao ensino secundário é feito depois de completo com aproveitamento o ensino básico.
O ensino superior compreende o ensino universitário e o ensino politécnico. Inclui três ciclos de estudos, cuja conclusão confere, respetivamente os graus de licenciado, de mestre e de doutor. O grau de mestre pode ser conferido após a conclusão de um único ciclo integrado alargado equivalente aos dois primeiros ciclos de estudos. O acesso ao ensino superior é feito depois da habilitação com curso do ensino secundário, seguida de provas de capacidade para a sua frequência.